# Für ihn verkauf’ ich mich
Für ihn verkauf’ ich mich, auch bekannt als Das Fieber steigt in El Pao (Originaltitel: La Fièvre monte à El Pao), ist ein mexikanisch-französisches Filmdrama von Luis Buñuel aus dem Jahr 1959 mit Gérard Philipe und María Félix in den Hauptrollen. Als literarische Vorlage diente ein Roman von Henri Castillou.

## Handlung
Gouverneur Mariano Vargas herrscht auf einer Sträflingsinsel im Atlantischen Ozean mit diktatorischer Strenge. Bei den etwa 2000 internierten Sträflingen handelt es sich fast ausschließlich um politische Gegner des herrschenden Regimes. Vargas’ Sekretär Ramón Vázquez ist Idealist und sympathisiert insgeheim mit den Widerstandskämpfern. Doch im Gegensatz zu seinen Gesinnungsgenossen versucht er, durch seine Nähe zum Gouverneur das System von innen zu bekämpfen. Als Vargas bei einer Rede einem Attentat zum Opfer fällt, soll Ramón als neuer Chef des Sicherheitsdienstes vorübergehend die Geschäfte leiten, bis ein neuer Gouverneur ernannt wird. Ramón ist fest entschlossen, seine Ideale umzusetzen und umgehend die Haftbedingungen der Sträflinge zu verbessern. Unterstützt wird er dabei von Vargas’ schöner Witwe Inés, mit der er kurz darauf eine Beziehung beginnt.
Der neu ernannte Gouverneur Alejandro Gual hält jedoch nichts von Ramóns Ideen. Zudem ist Gual seit Jahren ebenfalls in Inés verliebt, doch diese hat seine Avancen stets zurückgewiesen. Aus Eifersucht beschuldigt er Ramón, den Attentäter auf Vargas angesetzt zu haben. Inés gegenüber droht Gual mit einem erpressten Geständnis des Attentäters, Ramón festnehmen zu lassen, sollte sie sich weigern, eine Nacht mit ihm zu verbringen. Sie zögert zunächst, sich auf diese Weise zu verkaufen, überlegt es sich aber anders und zieht sich vor seinen Augen aus. Gual lässt in ebendiesem Moment einen Angestellten im Büro erscheinen, da er vorerst nur ihren Stolz brechen will. Gedemütigt zieht sich Inés wieder an und geht.
Ein Häftling sucht unterdessen das Gespräch mit Ramón. Es handelt sich dabei um Professor Juan Cárdenas, bei dem Ramón einst Jura studiert hat. Cárdenas berichtet ihm, dass die Sträflinge eine Meuterei planen. Da ein solches Unterfangen viele Opfer zur Folge hätte, will Ramón die Meuterei unbedingt verhindern. Inés hingegen sieht darin eine Gelegenheit, Gual loszuwerden; denn sollte dieser nicht auf der Insel sein, wenn die Meuterei beginnt, würde es ihn mit Sicherheit das Amt kosten. Zu diesem Zweck vereinbart sie mit Gual eine gemeinsame Liebesnacht auf dem Festland, wo dieser sich gerade aufhält, um dem Vize-Präsidenten einen inoffiziellen Besuch abzustatten. Kurz nachdem Inés in Guals Residenz erschienen ist, unternimmt sie in seinem Schlafzimmer einen Versuch, ihn zu erschießen. Es folgt ein Kampf der beiden, bei dem sie auf Guals Bett landen und Inés ihn schließlich küsst.
Nach ihrer gemeinsamen Nacht besuchen Inés und Gual vor Ort einen Stierkampf, was den übrigen Zuschauern nicht entgeht. Über Lautsprecher wird Gual gebeten, sofort auf die Insel zurückzukehren und das Innenministerium aufzusuchen. Bei seinem Eintreffen auf der Insel wird er umgehend festgenommen. Die Meuterei ist in vollem Gange und Ramón ist inzwischen Generalbevollmächtigter. Um zu beweisen, dass Gual bei Ausbruch der Meuterei nicht vor Ort gewesen ist, soll Inés eine Erklärung unterschreiben, in der sie zugibt, als Guals Geliebte zur besagten Zeit mit diesem auf dem Festland gewesen zu sein. Da sie um ihren Ruf fürchtet, weigert sich Inés, ihre Unterschrift unter das Schreiben setzen. Ramón, der anfangs gegen diese Vorgehensweise war, macht ihr schließlich klar, wie wichtig ihre Unterschrift für die Zukunft der Insel und des gesamten Staates sei, würde doch Guals Fall auch einen Schatten auf den Vize-Präsidenten werfen. Inés gibt schließlich nach, worauf Gual endgültig entmachtet wird und Ramón dessen Amt übernimmt.
Als neuer Gouverneur plagen Ramón Gewissensbisse, ist doch bei der Meuterei, die er schließlich zu seinem eigenen Vorteil nutzen konnte, auch Professor Cárdenas ums Leben gekommen. Seine neugewonnene Macht bedeutet ihm dennoch viel, weshalb er sich weigert, Inés’ Erklärungsschreiben zu vernichten. Beide geraten in Streit und Inés entschließt sich, allein nach Mexiko zu reisen. Sollte Ramón nicht innerhalb von zwei Wochen ebenfalls dort eintreffen, werde sie ihn öffentlich bloßstellen. Auf dem Weg zum Flughafen fordert sie ihren Fahrer auf, schneller zu fahren, da sie befürchtet, ihr Flugzeug zu verpassen. Bei einer Straßensperre drängt sie ihren Fahrer, einfach weiterzufahren. Die Soldaten schießen sofort auf den Wagen, der daraufhin ins Schlingern gerät und verunglückt. Kurz nachdem Ramón von Inés’ Tod erfahren hat, treffen neue Häftlinge auf der Insel ein, die entgegen seiner Anweisung, doch nach dem Willen des Präsidenten, wieder in Ketten gelegt werden. Ramón widersetzt sich der Anordnung des Staatsoberhaupts und lässt allen politischen Häftlingen die Ketten abnehmen. Als er gesenkten Hauptes den Schauplatz des Geschehens verlässt, zerreißt er das Befehlsschreiben des Präsidenten in dem Wissen, dass ihm eine harte Bestrafung bevorsteht.

## Hintergrund

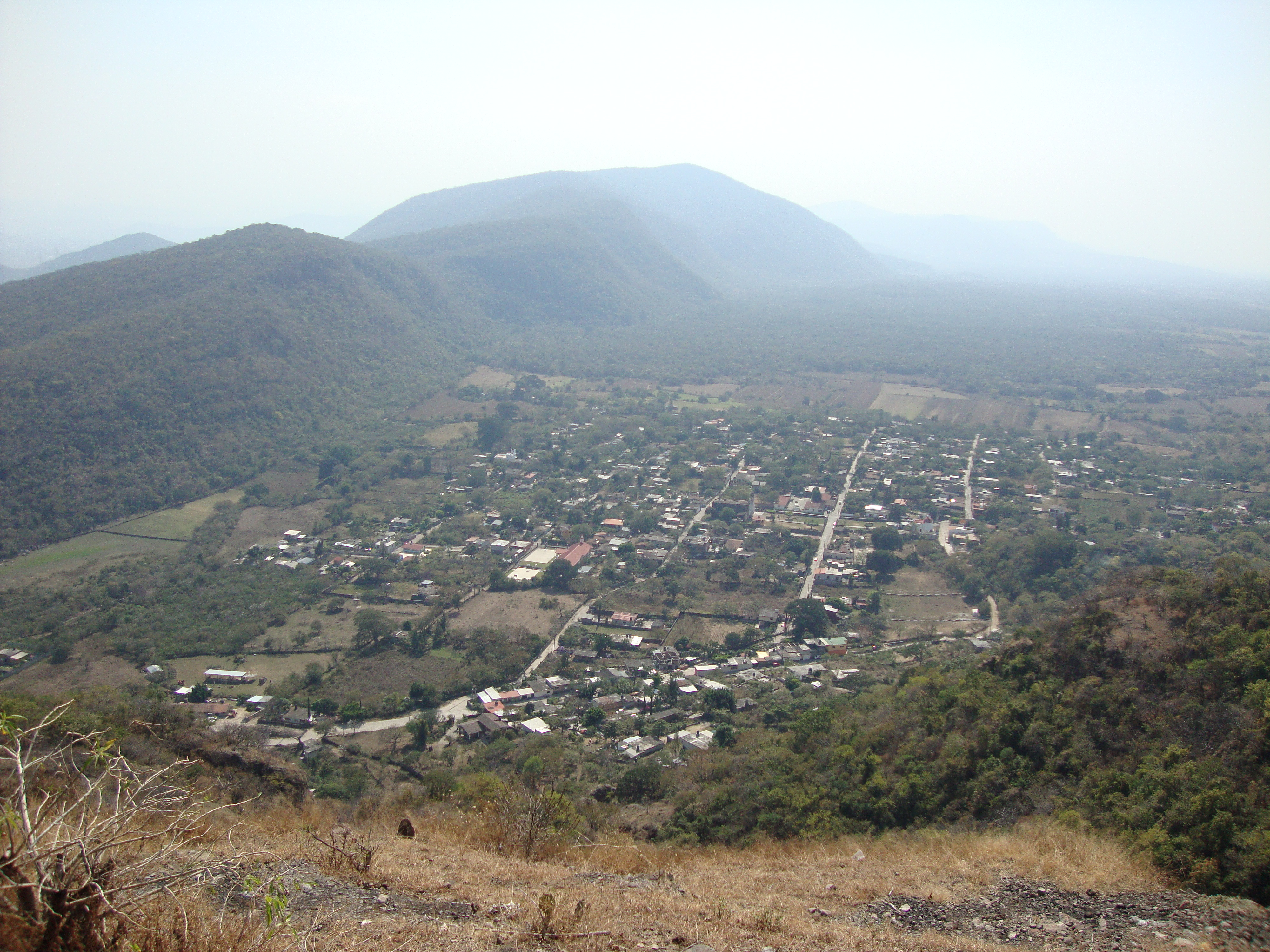
Tepoztlán, Drehort des Films

Die Dreharbeiten fanden in Tepoztlán, Mexiko, statt. Für Hauptdarsteller Gérard Philipe war es der letzte Leinwandauftritt. Er starb wenige Monate nach Ende des Drehs, noch bevor der Film veröffentlicht wurde.
Am 5. Dezember 1959 wurde Für ihn verkauf’ ich mich in Frankreich uraufgeführt. In Deutschland lief der Film am 30. September 1960 in den Kinos an. Am 25. November 1974 wurde er auf DFF 1 erstmals im Fernsehen der DDR ausgestrahlt. Im Rahmen einer Retrospektive für Luis Buñuel wurde er 2008 auf der Berlinale im Originalton mit Untertiteln wiederaufgeführt. 2010 erschien der Film unter dem Titel Das Fieber steigt in El Pao als Teil der Luis Bunuel Edition bei Arthaus auf DVD. Diese enthält sowohl die gekürzte deutsche Fassung als auch eine 95 Minuten lange untertitelte französische Fassung.

## Kritiken
Das Lexikon des internationalen Films bezeichnete Für ihn verkauf’ ich mich als „[s]chwache Mischung aus Kolportage und Melodram um die Machtverhältnisse auf der Gefangeneninsel eines faschistischen lateinamerikanischen Staates“. Vom Thema her, was beispielsweise „die Problematik der politischen Macht“ betreffe, sei der Film „trotz der Regieleistung Buñuels weniger ergiebig“. Prisma zufolge sei es María Félix in der Rolle einer „entscheidungsstark[en] Diktatorswitwe“ gelungen, das auf sie zugeschnittene „Image einer starken Frau inmitten einer Männergesellschaft“ in Buñuels Film zu untermauern. Ihre gemeinsamen Szenen mit Gérard Philipe seien von „höchster Intensität“. Die starken Kürzungen der deutsche Fassung hätten den Film jedoch bisweilen „wie eine melodramatische Kolportage“ erscheinen lassen.

## Deutsche Fassung
Die deutsche Synchronfassung entstand 1960 bei der Internationalen Film-Union in Remagen. Die Synchronregie führte Franz M. Lang nach dem Dialogbuch von Fritz A. Koeniger. Für die deutsche Fassung wurde der Film von 97 auf 88 Minuten gekürzt.
| Rolle                     | Darsteller            | Synchronsprecher   |
| ------------------------- | --------------------- | ------------------ |
| Ramón Vázquez             | Gérard Philipe        | Eckart Dux         |
| Inés Vargas               | María Félix           | Tilly Lauenstein   |
| Gouverneur Mariano Vargas | Miguel Ángel Ferriz   | Robert Klupp       |
| Alejandro Gual            | Jean Servais          | Harald Wolff       |
| Lt. García                | Raúl Dantés           | Addi Furler        |
| Prof. Juan Cárdenas       | Domingo Soler         | Helmuth Grube      |
| Col. Olivares             | Roberto Cañedo        | Hans Walter Clasen |
| López                     | Luis Aceves Castañeda | Klaus W. Krause    |
| Manuel                    | Armando Acosta        | Axel Monjé         |
| Minister Sáenz            | Augusto Benedico      | Reinhard Glemnitz  |